# Danses eslaves
Les Danses eslaves són una sèrie de 16 obres per a orquestra compostes per Antonín Dvořák el 1878 i el 1886 i publicades en dos grups: Opus 46 i Opus 72. Originàriament escrites per a piano a quatre mans, les Danses eslaves foren inspirades per les danses hongareses de Johannes Brahms. Es compongueren per demanda de l'editorial de Dvořák. Les peces, animades i obertament nacionalistes, foren ben rebudes en el moment i avui dia es troben entre les obres més memorables del compositor.